# André Mirambel
André Mirambel, né le 1er octobre 1900 à Paris où il est mort le 4 juin 1970, est un helléniste français, spécialiste du grec moderne.

## Biographie
Il étudie à la Sorbonne avec les professeurs Antoine Meillet, Joseph Vendryes et Jean Psichari. Agrégé de grammaire, diplômé de l'École des langues orientales, il a consacré toute sa carrière au grec moderne qu'il écrivait et parlait parfaitement.  
il a d'abord été professeur à l'Institut français d'Athènes (1925-1928). En 1929, il succède 1929 à Jean Psichari comme professeur de grec moderne à l'École nationale des langues orientales vivantes. En 1954, il devient l'adjoint d'Henri Massé qui en était l'administrateur, avant de lui succéder à ce poste qu'il occupera de 1958 à 1969 . 
L’Académie française lui décerne le prix Langlois en 1956 pour la traduction de Tasso Tassoulo et autres nouvelles de Thrasso Castanakis. Il était membre de l'Académie des inscriptions et belles-lettres depuis 1965, date à laquelle il succédait à Alphonse Dain.

## Œuvre (sélection)
L'œuvre d'A. Mirambel compte une douzaine de volumes et plus d'une centaine d'articles, ainsi que des traductions.

### Études
- Études descriptives du parler maniote méridional, E. de Boccard, 1929, xii + 268 p. (Thèse de doctorat, sous la direction de Jean Psichari [présentation en ligne])
- Précis de grammaire élémentaire du grec moderne, Les Belles Lettres, 1939, xxiii + 243 p.
- Introduction au grec moderne, G. P. Maisonneuve, 1948, 3e éd. revue et corrigée, 1963, 316 p.
- Grammaire du grec moderne, Klincksieck, 1949,  rééd. 2008, xxiv + 248 p. (ISBN 978-2-252-03381-4)
- La littérature grecque moderne, Presses universitaires de France, coll. « Que sais-je ? », no 560, 1953, 128 p.
- La langue grecque moderne : description et analyse, Klincksieck, 1959, 475 p.
- Petit dictionnaire français-grec moderne et grec moderne-français. Précédé de notions de lecture et d'écriture du grec moderne et d'un résumé grammatical, Maisonneuve et Larose, 1960, rééd. 1980, 483 p.
- La France devant l'hellénisme, Les Belles Lettres, 1962, 53 p.
- Georges Séféris. Prix Nobel, Les Belles Lettres, 1963, rééd. 2007, 77 p.  (ISBN 978-2-251-33209-3)
- Grammaire du grec moderne, PUF, coll. « Que sais-je ? » n° 1343, 128 p. [présentation en ligne]

### Traductions
- Anthologie de la prose néo-hellénique (1884-1948), Klincksieck, 1950, xiv + 262 p. ; 2e éd. revue et augmentée, 1962, xxiv + 377 p.
- Thrasso Castanakis, Tasso Tassoulo et autres nouvelles, trad. du grec moderne et présentées par André Mirambel, Les Belles Lettres, 1955, 326 p.
- Thrasso Castanakis, La race des hommes, trad. du grec par A. Mirambel, Maisonneuve et Larose, 1962, 226 p. [présentation en ligne]

- Stratis Myrivilis, Notre-Dame La Sirène, trad. du grec par A. Mirambel, Laffont, coll. « Pavillons », 1957, 346 p.
- La marche des lys, poème de Jean P. Coutsochéras, trad. du grec moderne par A. Mirambel, Firmin-Didot, 1959, 57 p.
- Aphea, poème de Jean P. Coutsochéras, trad. du grec moderne avec préface par A. Mirambel, Firmin-Didot, 1966

### Correspondance
- (el) Theodósis Pylarinós (Introduction, commentaires, éditeur intellectuel), Η αλληλογραφία του νεοελληνιστή Αντρέ Μιραμπέλ με τον ποιητή Γιάννη Κουτσοχέρα [« Correspondance du néo-helléniste André Mirabel avec le poète Yánnis Koutsochéras »], Athènes, The Coutsoheras Foundation,‎ 2006, 148 p. (ISBN 978-960-8-27207-1)